# 2000 FB8
2000 FB8, também escrito como 2000 FB8, é um objeto transnetuniano (TNO) que está localizado no cinturão de Kuiper, uma região do Sistema Solar. Este corpo celeste é classificado como um plutino, pois, o mesmo está em uma ressonância orbital de 2:3 com o planeta Netuno. Ele possui uma magnitude absoluta (H) de 8,2 e, tem um diâmetro estimado com cerca de 101 km, por isso existem poucas chances que o mesmo possa ser classificado como um planeta anão, devido ao seu tamanho relativamente pequeno.

## Descoberta
2000 FB8 foi descoberto no dia 27 de março de 2000 pelos astrônomos J. J. Kavelaars, B. Gladman, J.-M. Petit e M. J. Holman.

## Órbita
A órbita de 2000 FB8 tem uma excentricidade de 0.298 e possui um semieixo maior de 39.359 UA. O seu periélio leva o mesmo a uma distância de 27.635 UA em relação ao Sol e seu afélio a 51.082.